# Макита, Дестен
Фабри Дестен Макита-Пасси (англ. Fabry Destin Makita-Passy; род. 23 октября 1984, Браззавиль) — конголезский футболист, защитник. Выступал за сборную Конго.

## Клубная карьера
Начинал своё футбольную карьеру в «Вита Клуб Моканда». После он играл за «Дельта Телестар» в Габоне и «Орландо Пайретс» в Южно-Африканской Премьер Лиге. Выступал за конголезский клуб «Леопардс», с которым выиграл множество национальных трофеев: чемпионат, кубок и суперкубок Конго. Позже играл в «Миссиль». Сейчас является игроком «Этуаль дю Конго».

## Международная карьера
Макита сыграл 52 матча и забил 1 гол за сборную Конго.

## Достижения
Дельта Телестар
- Обладатель Клубного Кубка УНИФФАК (1): 2005
- Обладатель Кубка Габона (1): 2006

 Леопардс
- Чемпион Республики Конго (1): 2012
- Обладатель Кубка Конго (3): 2009, 2010, 2011
- Обладатель Суперкубка Конго (2): 2009, 2011
- Обладатель Кубка Конфедерации КАФ (1): 2012